# Поезд с наклоняемым кузовом
Поезд с наклоняемым кузовом (англ. Tilting train) — тип поезда с механизмом наклона вагонов при повороте, позволяющим проходить повороты на обычной железной дороге с бо́льшей скоростью без ощущения дискомфорта пассажирами.
Когда обычный поезд движется на повороте с большой скоростью, то на пассажиров начинает действовать центробежная сила и они теряют равновесие. Так как на железной дороге постоянно чередуются как правые, так и левые повороты, то пассажира может бросать из одной стороны в другую, и его ощущения подобны морской болезни. Для устранения этого существенного неудобства создаются поезда с наклоняемым кузовом, где положение вагона регулируется за счет сил инерции (пассивный наклон) или управляется компьютером (активный наклон), компенсируя возникающие центробежные силы и пассажир не ощущает неудобств.

## История

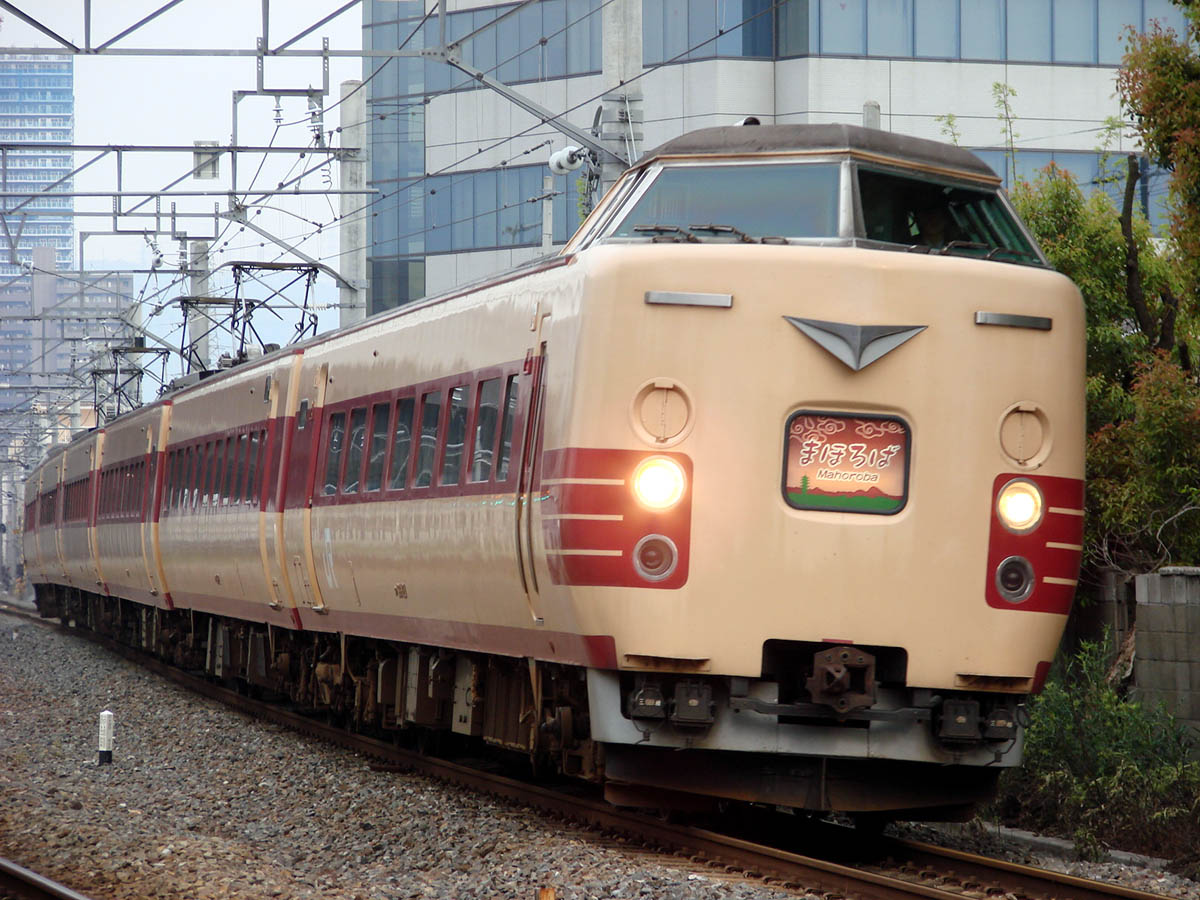
Первый наклоняющийся экспресс серии 381 (Япония)

Первый наклоняющийся поезд с пассивным наклоном был введен в коммерческую эксплуатацию 10 июля 1973 года — это был экспресс серии 381 компании Shinano Японских национальных железных дорог (англ. Japanese National Railways), курсирующий между Нагоей и Нагано на линии Тюо. Поначалу эта технология реализовывалась в мире неактивно, так как увеличение скорости не оправдывалось расходами на её реализацию. Первым поездом, где успешно был реализован активный наклон, был Advanced Passenger Train, начавший работать в 1984—1985 годах в Англии. На сегодня технология активного наклона широко используется на многих поездах стран  Европы, Азии, Америки и Австралии. При этом требования для использования наклоняющихся поездов для разных регионов разные. Для Европейского союза скорость для использования этой технологии должна превышать 200 км/ч (124 миль/ч) для существующих, но обновленных путей, и 250 км/ч (155 миль/ч) — для новых путей. В Японии старые высокоскоростные линии были построены для нижней линии скорости меньше 230 км/ч (143 миль/ч); новые линии позволяют использовать поезд с наклоняемым кузовом на 270 км/ч (168 миль/ч).
Первые эксперименты с устранением ощущения действия центробежной силы на пассажира проводились в США в 1938 году на поездах San Diegan железнодорожной компании Atchison, Topeka and Santa Fe Railway, но были неудачны. В 1956 году подобные исследования проводила французская компания SNCF. Первым успешным решением наклоняющихся поездов в Европе стала разработка испанской компании Talgo в 1970-х годах и использовавшаяся в Испанских национальных железных дорогах первоначально только на Пиренейском полуострове. Первое коммерческое применение наклоняющихся поездов с пассивным наклоном началось в начале 1980-х годов с появлением поездов Talgo Pendular, которые стали эксплуатироваться в различных частях Европы и других континентов. В частности, на территории бывшего СССР поезда серии Talgo 200 используются в Казахстане на ночном поезде Алма-Ата — Астана. В настоящее время поезда с наклоняемым кузовом эксплуатируются в десятках компаний многих стран мира. В России поезда такого типа — «Аллегро» (из семейства Pendolino производства компании Alstom) — ранее использовались на линии Санкт-Петербург — Хельсинки.

Фотогалерея поездов
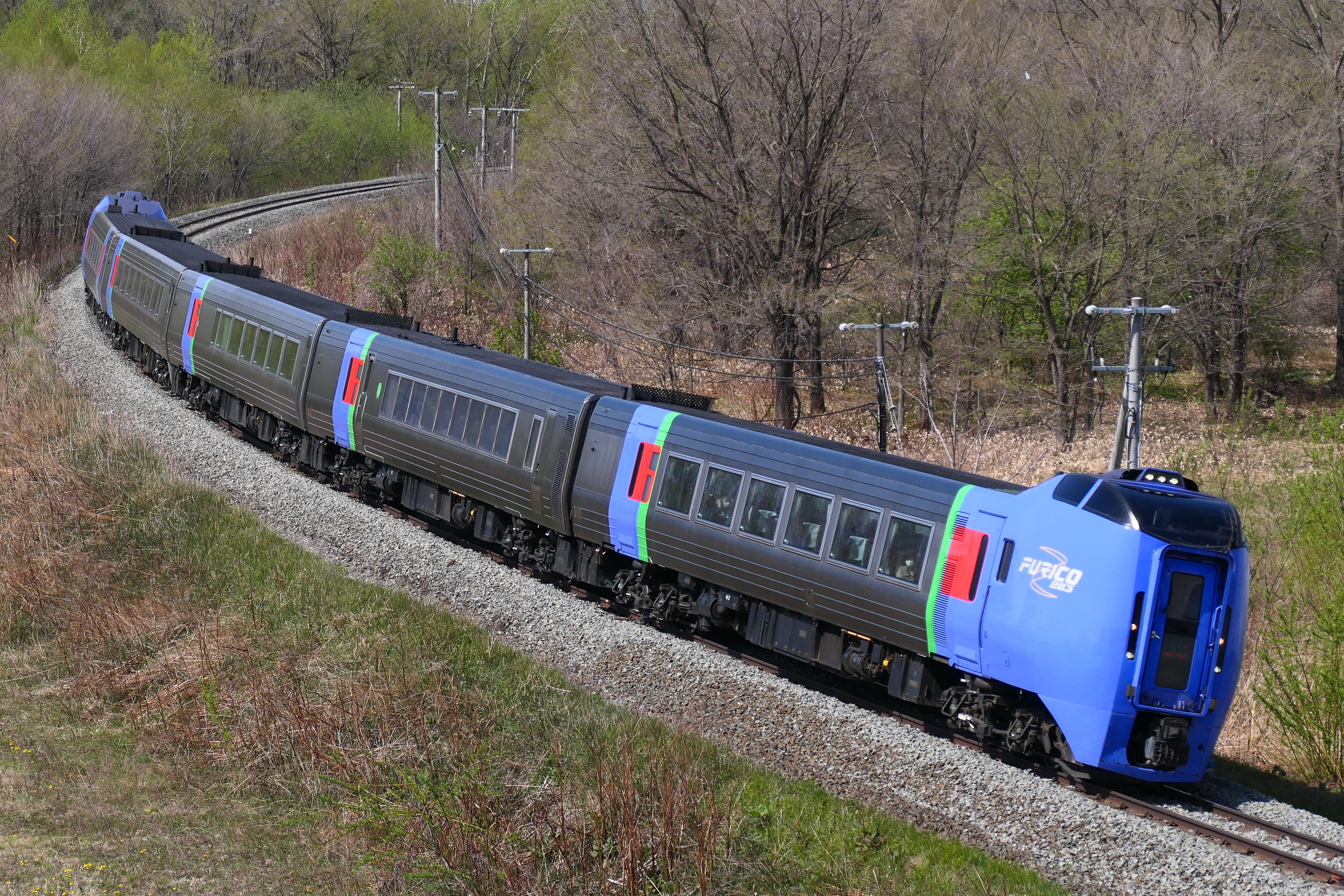
Японский KiHa серии 283
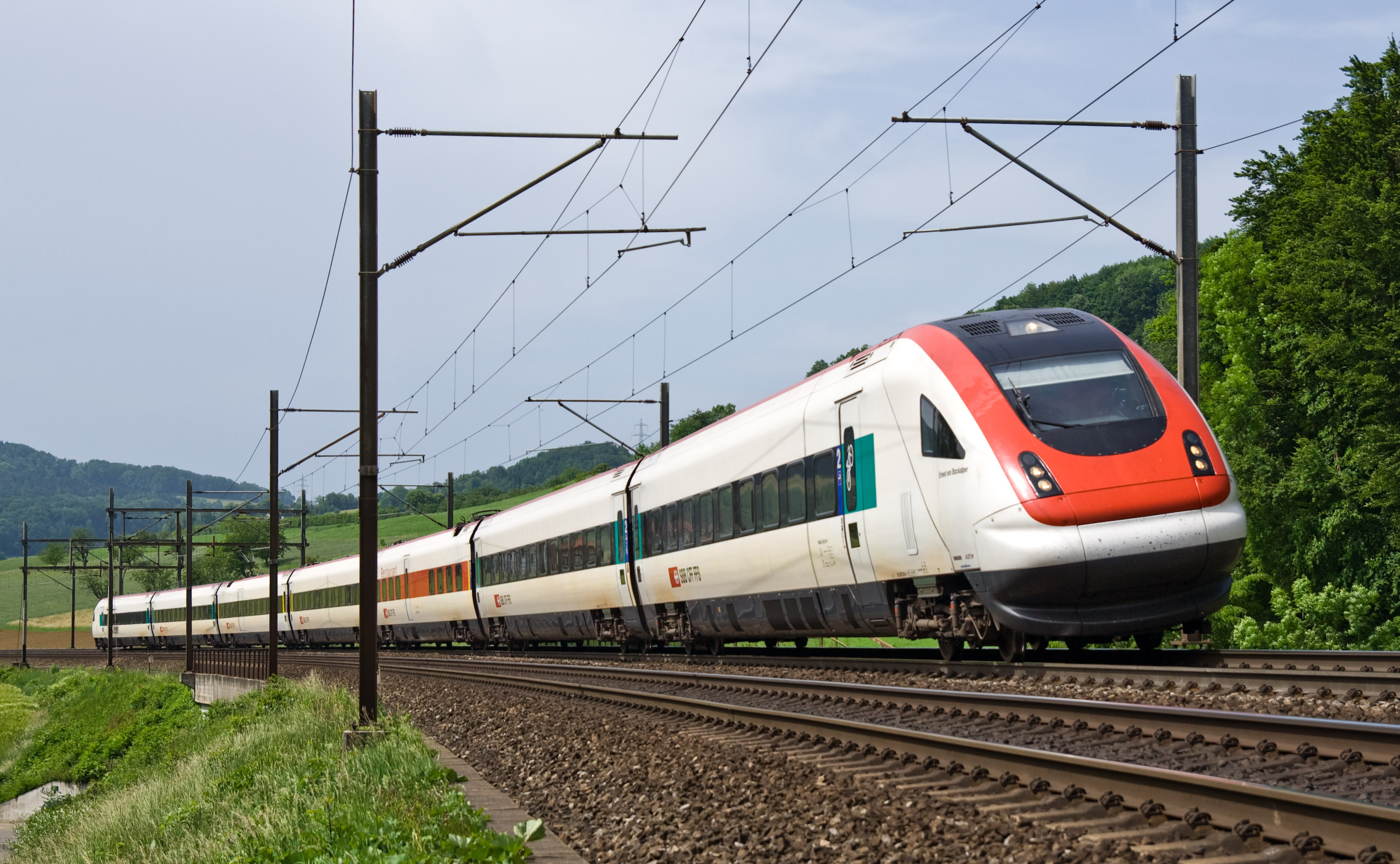
Швейцарский RABDe 500
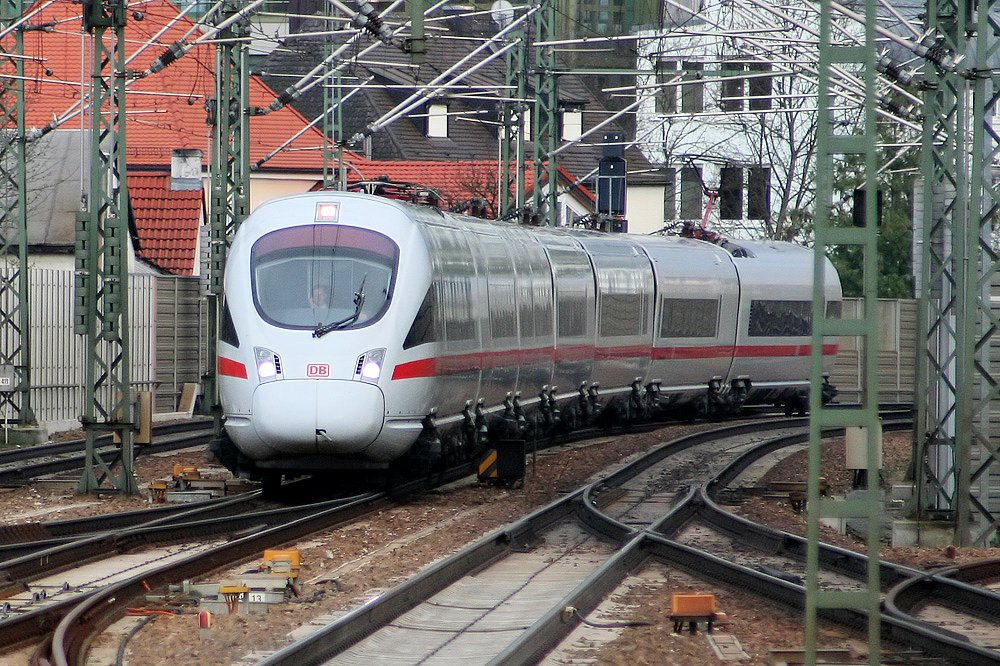
Немецкий ICE-T класса 411
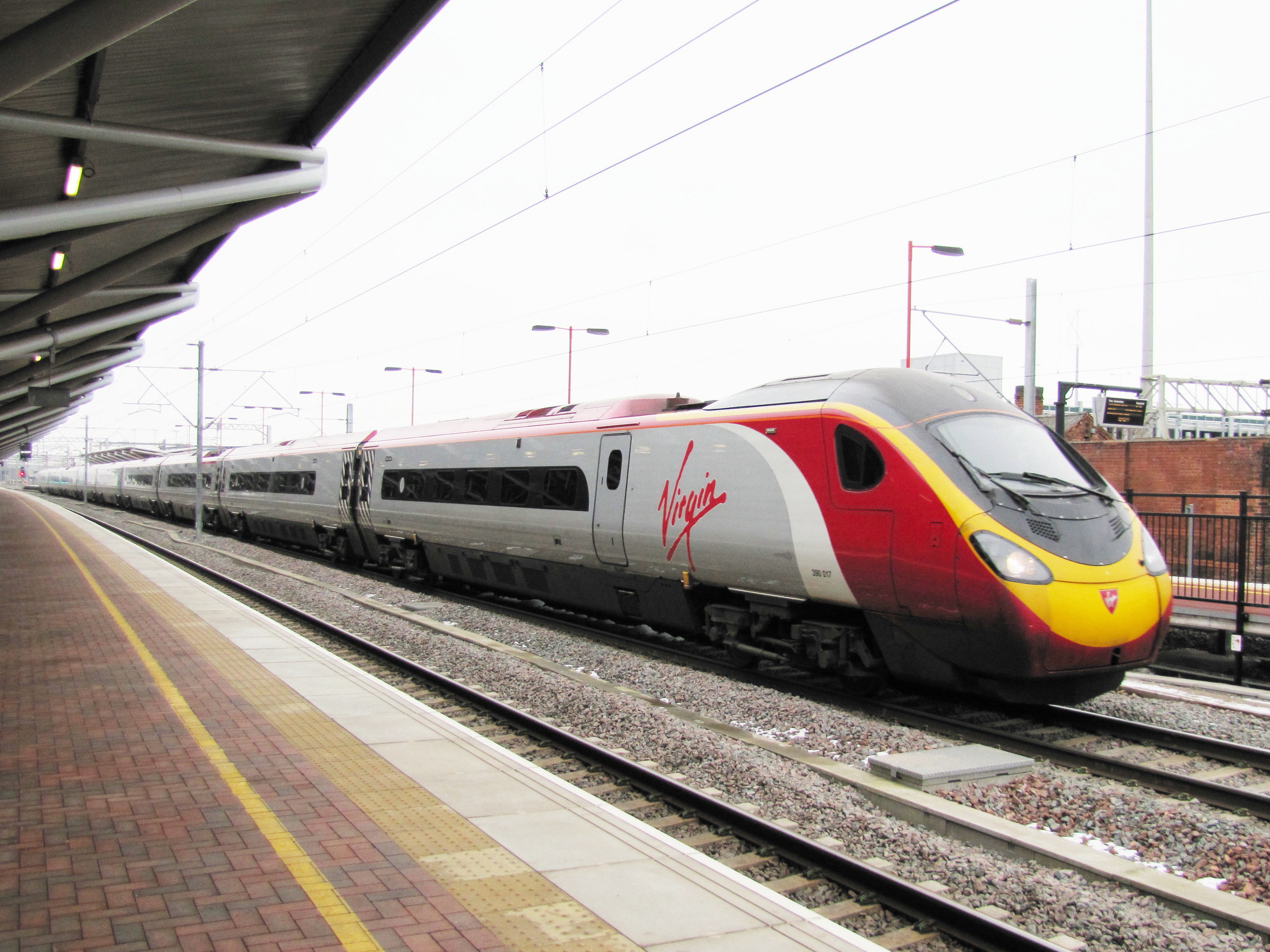
Английский Pendolino Class 390